# FC Münsingen
Der FC Münsingen ist ein Schweizer Fussballclub aus der Gemeinde Münsingen BE im Kanton Bern. Der Verein wurde am 1. Juni 1928 gegründet und spielt in der 1. Liga (Gruppe 2).

## Geschichte
Zu den sportlichen Höhepunkten zählen der erstmalige Aufstieg in die 1. Liga (1988), die 5-maligen Teilnahmen an den Aufstiegsspielen zur NLB sowie die Cupspiele gegen die NLA Vertreter Neuchâtel Xamax (1992) und den FC Basel (1996 & 2013).
In der Saison 2007/08 nahm der FC Münsingen nach einem 3. Platz in der Liga aufgrund der Nicht-Teilnahmeberechtigung der U21 des FC Basel erneut an den Aufstiegsspielen zur Challenge League/NLB teil, scheiterte in der Qualifikationsrunde aber mit 0:1 (H) und 1:1 (A) an der GC Biaschesi.
In der Saison 2016/2017 erreichte der FC Münsingen die Aufstiegsspiele zur Promotion League, wo man am FC Gossau scheiterte.
Nachdem man 2018 wiederum die Aufstiegsspiele erreicht hatte, gelang diesmal der Aufstieg nach Siegen gegen den Meyrin FC und den FC Solothurn. Nach der Spielzeit 2020/21 stieg der Verein als Letzter wieder in die vierthöchste Schweizer Spielklasse ab.

## Stadion
Der FC Münsingen trägt seine Heimspiele in der Sportanlage Sandreutenen aus. Der Platz hat eine Gesamtkapazität von 1400 Plätzen, wobei 200 davon Sitzplätze sind.

## Spieler
- Christoph Spycher (1997–1999)
- Roman Bürki (1999–2005)
- Erhan Kavak (2005)
- Silvan Aegerter (2014–)